# Sabotageprogram
Sabotageprogram, också kallat skadlig kod, skadeprogram eller skadlig programvara (engelska: Malware), är oönskade datorprogram eller delar av datorprogram som har utvecklats i syfte att störa IT-systemet, för att samla in information i smyg, eller utnyttja datorn för ändamål som inte gagnar användaren, såsom utskick av skräppost, intrång på andra datorer eller denial-of-service-attacker. Sabotageprogram installeras på en dator eller ett datornätverk utan administratörens samtycke, eller med ett samtycke som inte innefattar alla aspekter av programvaran.
Sabotageprogrammen kan klassificeras enligt hur de sprider sig, vad de gör eller någon annan aspekt:
- Virus – sprider sig till filer lagrade på den infekterade datorn och följer med infekterade filer när de överförs till andra datorer.
- Mask (worm) – sprider sig via datornätverk mellan datorer.
- Trojansk häst (trojan) – utger sig för att göra en sak, men utför andra saker vanligen dolda för en användare, till exempel nedladdning av spionprogram.
- Logisk bomb – utför en (skadlig) handling under speciella villkor, till exempel på ett visst datum.
- Spionprogram (spyware) – spionerar på privat information och skickar informationen över internet.
- Annonsprogram (adware) – visar annonser på infekterade datorer.
- Keylogger – registrerar information om de tangenter som trycks på datorn, till exempel lösenord, och lagrar informationen lokalt för senare åtkomst eller skickar den via internet.
- Bakdörr (backdoor) – möjliggör åtkomst till datorn förbi de normala säkerhetskontrollerna.
- Ratware – kod som används för att skapa massutskick av skräppost över internet.
- Utpressningsprogram (ransomware) – hindrar användaren att använda datorn tills en lösensumma betalats.

Det finns även sabotageprogram som används för att kunna utvinna kryptovalutor med hjälp av offrets dator och låta vederbörande stå för elräkningen.